# Stop motion

Exemplo de uma animação stop-motion de uma moeda a mover-se.

Stop Motion  em inglês ou quadro-a-quadro é uma técnica de animação muito usada com recursos de uma máquina fotográfica ou de um computador. Utilizam-se modelos reais em diversos materiais, sendo os mais comuns a madeira de árvore que tenha troncos e a massa de modelar. No cinema, o material utilizado tem de ser mais resistente e maleável, visto que os modelos precisam durar meses, pois os eventos de moda para cada um tem um desgaste diferente. Nem toda animação em stop motion é composta apenas por objetos, atores humanos também podem ser utilizados. São necessários aproximadamente 24 quadros para criar um segundo de animação. Dependendo do processo, são tiradas até 600 fotos ou mais dos artistas.
Os modelos são movimentados e fotografados quadro a quadro. Esses quadros são posteriormente montados em uma película cinematográfica, criando a impressão de movimento. Nessa fase, podem ser acrescentados efeitos sonoros, como fala ou música.
Um dos mais conhecidos filmes feitos com a técnica de stop motion foi O Estranho Mundo de Jack (1993), de Henry Selick e roteiro de Tim Burton. A Fuga das Galinhas (2000) de Peter Lord e Nick Park , Wallace e Gromit (2005) de Steve Box e Nick Park, Coraline e o Mundo Secreto (2009) de Henry Selick, O Fantástico Sr. Raposo (2009), de Wes Anderson, além de A Festa do Monstro Maluco (1967), A Noiva Cadáver (2005) e Frankenweenie (2012), dirigidos respectivamente por Jules Bass, Henry Selick e Tim Burton, são exemplos de filmes em stop motion. Foi também utilizado nas aberturas das temporadas de 1979 dos seriados El Chavo del Ocho e El Chapulín Colorado. São várias as vertentes do cinema que utilizam essa técnica, mas ela é usada principalmente em trabalhos de animação.
Portugal também tem algumas animações em stop motion ou o verdadeiro "boneco animado", sendo a mais relevante nesses últimos temos a galardoada curta A Suspeita de José Miguel Ribeiro. As características de movimento são instáveis.
Os filmes em stop motion podem ser feitos em casa, apenas utilizando "miniaturas"; podem ser uma simples brincadeira, pelo fato de sempre empregarem bonequinhos e por esse tipo de animação chamar mais atenção do público infantil.
Esta técnica também foi utilizada para apresentar aos alunos conceitos e técnicas de educação básica. O trabalho de Koun-Tem, Chun-Huang e Ming-Chi demonstrou que esta prática é útil como estratégia de alfabetização midiática.
Stop motion também é muito usado em vídeos de Garry's Mod, onde geralmente são usados elementos de Team Fortress 2, Half-Life 2 e Left for Dead.

## Como fazer animações stop motion
Esse tipo de animação apesar pode parecer simples, porém envolve uma série de elementos para que tudo seja realizado de forma perfeita. Os equipamentos base envolve o uso de equipamento de gravação de imagem, elementos a ser animado (que pode ser desde objetos do dia a dia, bonecos feitos de massinha de modelar industrial ou caseira ou mesmo elementos mais complexos como bonecos articulados) e uma etapa de pós-produção.
Para a captura da imagem pode ser utilizado diversos equipamentos, o que vai ditar o ideal é o tipo de finalidade porque tem influencia da resolução do equipamento e do campo visual a ser capturado. Reproduções cinematográfica vão exigir câmeras com especificações de alto desempenho e captura de detalhes.